# Eloy d'Amerval
Eloy d'Amerval (actief omstreeks 1455 – 1508) was een Franse componist, zanger, zangmeester en dichter van de renaissance. Hij behoorde tot de tweede generatie van de zogeheten Franco-Vlaamse School. Vrijwel zijn hele leven heeft hij doorgebracht in de Loire-vallei in Frankrijk. Uit zijn poëzie, en met name uit zijn indrukwekkende, uit 1508 daterende gedicht Le livre de la deablerie, kan worden opgemaakt dat hij de meest beroemde componisten van zijn tijd persoonlijk heeft leren kennen, al is er geen aanleiding toe om, geconfronteerd met zijn eigen oeuvre, hem als hun gelijke te beschouwen.

## Leven
Ofschoon een lange periode in zijn leven goed is gedocumenteerd, is noch zijn geboortedatum, noch zijn overlijdensdatum bekend. Gelet op zijn achternaam was hij waarschijnlijk afkomstig van Amerval in Pas-de-Calais. Aangezien hij wordt vermeld als tenor van de kapel in Savoye vanaf 1455, is hij waarschijnlijk nog voor 1440 geboren. In die tijd was Guillaume Dufay daar zangmeester.
Eloy diende voor het grootste deel van zijn leven in instellingen die verbonden waren met het Franse koninklijke hof. In 1464 en 1465 wordt hij vermeld als zanger bij Karel, hertog van Orléans en in 1471 wordt hij vernoemd als zangmeester van de koorknapen van de Sint-Aignankerk in Orléans. Hij bekleedde er dezelfde positie als aan de Heilige-Kruiskathedraal daar, in 1483. De veronderstelling dat hij in de jaren 1470 in Milaan bij de Sforza-kapel heeft gediend is door recenter onderzoek onderuit gehaald. In 1504 was hij kanunnik en priester aan de kapel in Châteaudun ten noordwesten van Orléans en ten zuidwesten van Chartres. Hij schreef zijn bekendste gedicht, Le livre de la deablerie, in 1508, maar hoelang hij daarna nog heeft geleefd staat niet bekend. Koning Lodewijk XII gaf zijn fiat voor de publicatie van het gedicht en betaalde hem terzelfder tijd een wat extra voor de vele jaren dienst.

## Geschriften
Eloy is bij musicologen het bekendst van zijn lange gedicht Le livre de la deablerie, dat een dialoog tussen Satan en Lucifer weergeeft waarin zij snoodaardige plannen smeden; de dialoog wordt regelmatig door de auteur onderbroken teneinde onder meer beschouwingen ten beste te geven over aardse en hemelse deugden en nuttige informatie te verstrekken over de eigentijdse muziekpraktijk. Naast een opsomming van muziekinstrumenten maakt Eloy er ook de lijst op van wie hij als de grote componisten van zijn tijd beschouwt. In zijn gedicht zijn ze bewoners van het paradijs, ofschoon er enkelen nog in leven waren toen het gedicht in 1508 werd gemaakt.
Een fragment eruit:
La sont les grans musiciens ...
Comme Dompstable et du Fay ...
Et plusiers aultres gens de bien:
Robinet de la Magdalaine,
Binchoiz, Fedé, Jorges et Hayne,
Le Rouge, Alixandre, Okeghem,
Bunoiz, Basiron, Barbingham,
Louyset, Mureau, Prioris,
Jossequin, Brumel, Tintoris.
Eloy maakt geen lijstje op van componisten die in de hel zouden zijn beland, maar verschillende bekende componisten, zoals de notoir eigenzinnige Jacob Obrecht, worden opvallend niet vernoemd.

## Muziek
Eloy componeerde een reeks motetten ter herdenking van de bevrijding van het door de Engelsen bezette Orléans door Jeanne d'Arc in 1429. De muziek is verloren gegaan, maar wat bewaard is gebleven is de tekst, een betalingsbewijs en een vermelding van de eerste uitvoering. Die vond plaats op 8 mei 1483, de 54ste verjaardag van de oorspronkelijke viering. Eloy schreef ook een vijfstemmige mis die bewaard is gebleven, de Missa Dixerunt discipuli, een gesofisticeerd staaltje van contrapuntische prakijk, dat door Tinctoris werd geprezen. De mis is vermoedelijk omstreeks 1470 gecomponeerd; de datum van Tinctoris' uitgave ligt in elk geval rond 1472-1475 en de drie- en vierstemmige imitatieve delen die erin voorkomen waren een uitzondering in de periode vóór 1470.